# 即日帰郷
即日帰郷（そくじつききょう）とは、日本の徴兵制度において、帝国陸海軍への入隊（入営・入団）通知を受け取って指示通りに指定の場所に出頭したが、当地において行われる身体検査にて健康状態などを含め、とても兵役に従事出来る状態ではないと判断され、その日のうちに帰宅が許されることを言う。
転じて、公営競技において失格処分を受けた選手が競走場の管理から除外され、帰宅させられることも即日帰郷という。

## 帝国陸海軍の即日帰郷
満20歳の誕生日以降に受検する徴兵検査で丁種不合格となった者、または丙種以上合格しても入営時の身体検査で担当の軍医が兵役に耐えられないと判定した者、思想に問題がある者について、徴兵官または入営先の上官が即日帰郷を命じた。帰郷を命じられると、軍からは除隊扱いとなり、陸軍で2年、海軍は3年に及ぶ現役に参加する必要がなくなった。

入営検査は自己申告制で、軍医が中隊ごとに新兵を集めては「身体に不具合のある者は申し出よ」と命じ、その場で簡単な診察を行って決定した。軍医にはマニュアルとして陸軍身体検査規則が与えられていたが経験の浅い軍医も多く、三島由紀夫のように酷い風邪を肺病と誤診したり、虚偽申告を鵜呑みした例もある。逆に不具合があっても認められないなど基準が曖昧だった。
なお、赤紙による臨時召集でも部隊到着後の入隊検査で不合格となった場合には同様に適用された。ただし補充兵役、国民兵役などの形で再度召集される可能性があった。
即日帰郷となる者の多くは兵役は無理でも軽作業は可能だったため、帰郷後は勤労報国隊に配属され、軍需工場で作業に従事した。
三島由紀夫の仮面の告白は自身の体験を元に召集後の入隊検査で不合格となり、海軍工廠で勤労奉仕に回された主人公を描いている。
戸村一作は陸軍に召集されたが、以前からの非戦活動が問題視され即日帰郷となっている。

## 公営競技の即日帰郷
公営競技では、競走に出場する選手（競馬の場合は騎手）はその開催の前日から終了日まで、施行者および開催場の管理の下に入るが、特に競輪、競艇、オートレースでは、選手が競走において失格処分を受けると開催終了を待たずに管理ないしは出場契約解除となることがあり、開催場を後にしなければならなくなる。このことを即日帰郷と呼ぶ。

### BOAT RACE
BOAT RACE（競艇）では、開催初日前日の前検において不合格、または遅参の場合は施行者の管理に入れず即日帰郷させられる。前検不合格は、身体検査において基準値以上の体調不良が明らかになった場合や、選手登録票を自宅に忘れた、指定の集合時間に遅れた（遅参）などの理由によって起こる。特に遅参は日本モーターボート競走会の褒賞懲戒審議会による制裁対象となり、一定期間の出場停止に加え、向こう1年間のSG・プレミアムGI競走に出走できなくなる。
過去には、宅配便業者が選手所有のプロペラを前検日に配達できず、開催場備え付けのプロペラで練習したところ実力差が著しく公正な競走ができないとして不合格になり即日帰郷となった例や、開催場に持ち込み禁止品を持ち込んだことで管理規定違反により即日帰郷となった例がある。
前検をクリアしてレースが始まっても、内・外回り、または順位変動をきたす違反および選手責任によるスタート事故や走行妨害による失格・降着、不良航法、待機行動違反などを一定の複数回数以上犯した場合には即日帰郷となるというルールがある。
2013年（平成25年）11月から2022年（令和4年）4月まで、「非常識なフライング」、すなわちスタートタイミングを100分の5秒以上上回るフライングを犯した選手について、開催期間中1回の事故でも即日帰郷にさせるという統一内規が運用されていた。2018年2月5日の宮島競艇第9レースでは6艇すべてがフライングを切り欠場扱い、しかも選手6人全員が「非常識なフライング」の裁定を受け即日帰郷を命じられる異例の事態となった。また、SGでも2019年（平成31年）戸田開催のボートレースクラシック鳳凰賞（総理大臣杯）初日第5レースでは3艇がフライング、うち2艇が「非常識なフライング」の裁定となり即日帰郷となったほか、1艇が落水失格したため3連単、3連複、ワイドが不成立となる異例の事例となった。その後、2022年5月1日付で「非常識なフライング」については即日帰郷の処分から「通常のスタート事故（回数に応じる）による出場辞退期間に、5日間の出場辞退日数を加算する」運用に変更された。

ただし、競走開始後の即日帰郷処分は前述の非常識なフライングを含め、原則として最終レース終了後に発動される規定となっており、2回走りの1走目で失格処分を犯して帰郷処分となった場合でも、その日の2回目のレースには出場することができる。このため、極めて悪質な違反などがあった場合やフライング・出遅れなどで欠場扱いながらそれを見落とすなどの重過失が発生した場合には即日帰郷よりも懲罰レベルが高い、即刻帰郷（そっこくききょう）というケースもある。即刻帰郷処分を受けた選手は、2回走りの2走目が残っていたとしても出場できず、当該レース終了後直ちに荷物をまとめて競走場を後にしなければいけない。
なお、節間途中で処分によらず、自己都合または病気などで以降のレースを欠場して帰郷する場合は、途中帰郷（とちゅうききょう）と呼んで区別する。特に級別審査対象期間の締めとなる4月と10月の下旬には、次期の昇級や降級回避が決定的になった時点で以後のレースを欠場、帰郷する例が見られる。

### 競輪・オートレース
競輪・オートレースでも前検不合格により即日帰郷となることがある。競艇と同様に、宅配便業者が選手所有の自転車や交換部品を前検日に配達できずに不合格帰郷となった例も存在する。
前検合格後は、JKAが定めるそれぞれの競技規則によりルール違反となる事例が規定されており、違反により落車および車両故障の原因となった場合、または違反行為そのものにより、失格となる場合がある。競輪の場合失格になれば即日帰郷を命じられる。オートレースでは試走よりも速い上がりタイムで3着以内に入線した場合（「タイムアップ」という）や周回誤認した場合、即日帰郷を命じられるが、それ以外の失格では翌日（妨害して落車させた場合翌々日）以降も出走できる。
競輪では選手は1日1レースしか出走しない（PIST6を除く）ため、即日帰郷処分は当該レース終了後直ちに発動される。

競輪のビッグレースでは、開催後半になると出走できる人数が限られることがあり、勝ち上がりの逆で成績下位の選手が出場枠から漏れる形で帰郷させられる。この場合は節間に失格が無くても起こるため、競艇と同様に途中帰郷扱いとして区別する。6日制のうち日本選手権（GI）では最大63人、オールスター競輪（GI）では最大36人、4日制のうち共同通信社杯（GII）、ウィナーズカップ（GII）、一部の記念競輪（GIII）では最大9人が最終日のレースに出走できずに途中帰郷となる。かつては、S級S班などのトップ選手の中には予選敗退し敗者戦に出場してしまうと自身の平均競走得点を下げてしまう恐れがあるため、以降のレースを走らないために傷病など適当な理由をつけて途中欠場（そのまま帰郷）してしまうことがしばしば見られたが、現在は一定期間で繰り返し途中欠場するとペナルティを課されることもあり、見かけることは少なくなった。

過去には、特別競輪においては、1992年に「特別競輪で失格した選手は、その特別競輪ではそのまま開催期間中は出走を続けられるが、次の特別競輪にはあっせんしない」というルールが定められたが、1995年からは特別競輪においても「失格即欠場」となった（代わりに、次の特別競輪には悪質な失格でなければ出場は可能）。
ガールズケイリンでは通常は1開催で2レース14名のみの参加のため、開催中に失格や怪我等で途中帰郷・欠場が大量発生した場合はその影響が大きく出ることがある。特異な例としては、2025年6月30日 - 7月2日での川崎FIにおいて、初日に2レース合わせて6名もの失格・途中欠場が発生したものの補充が間に合わず、初日第6レースで5着だった半田水晶を途中帰郷させた上で2日目・最終日はともにレースカットし1レースのみとした（ちなみに半田にとってこの日が本格デビュー戦でもあった）。
このほか、宿舎内への通信機器の持ち込みなど規則違反を犯した場合でも、その場で出場契約が解除され即日帰郷（さらに後日あっせん停止などの追加処分も）を命じられる。